# Дол под Гојко
Дол под Гојко (словен. Dol pod Gojko) је насељено место у општини Војник, Савињска регија, Словенија.

## Историја
До територијалне реорганизације у Словенији био је у саставу старе општине Цеље.

## Становништво
У попису становништва из 2011. Дол под Гојко је имао 215 становника.
| Број становника према пописима | Број становника према пописима | Број становника према пописима |
| ------------------------------ | ------------------------------ | ------------------------------ |
| 1991                           | 2002                           | 2011                           |
| 190                            | 184                            | 215                            |

Напомена: До 1953. исказивано под именом Дол.